# Никольский сельсовет (Октябрьский район)
Нико́льский сельсовет — муниципальное образование со статусом сельского поселения в Октябрьском районе Курской области Российской Федерации.
Административный центр — деревня Стоянова.

## История
Статус и границы сельсовета установлены Законом Курской области от 21 октября 2004 года № 48-ЗКО «О муниципальных образованиях Курской области».

## Население
| 2002 | 2010 | 2012 | 2013 | 2014 | 2015 | 2016 |
| ---- | ---- | ---- | ---- | ---- | ---- | ---- |
| 610  | ↘385 | ↘369 | ↘355 | ↗371 | ↘357 | ↘354 |
| 2017 | 2018 | 2019 | 2020 | 2021 |      |      |
| ↘325 | ↘310 | ↘299 | ↘290 | ↘177 |      |      |

## Состав сельского поселения
| №  | Населённый пункт | Тип населённого пункта          | Население |
| -- | ---------------- | ------------------------------- | --------- |
| 1  | Быканово         | село                            | ↘39       |
| 2  | Верхняя Мазнева  | деревня                         | ↘15       |
| 3  | Дюмина           | деревня                         | ↘88       |
| 4  | Закубановка      | деревня                         | ↘11       |
| 5  | Косинова         | деревня                         | ↘31       |
| 6  | Нижняя Мазнева   | деревня                         | ↘13       |
| 7  | Никольское       | село                            | ↘5        |
| 8  | Позднякова       | деревня                         | ↘10       |
| 9  | Провоторова      | деревня                         | ↘61       |
| 10 | Рожкова          | деревня                         | ↘31       |
| 11 | Стоянова         | деревня, административный центр | ↘64       |
| 12 | Шуклинка         | деревня                         | ↘13       |
| 13 | Якшина           | деревня                         | ↘4        |